# کاخ بارون امپاین
کاخ بارون امپاین (عربی: قصر البارون إمبان) یک عمارت تاریخی و متمایز هندی در مصر الجدیده، حومه شمال شرقی قاهره مرکزی، مصر است.

## معماری
این کاخ توسط معمار فرانسوی آلکساندر مارسل طراحی شده بود و به وسیله ژرژ - لویی گلاود، الهام گرفته از معبد هندو (انگکور وات) در کامبوج تزیین شده بود، این ساختمان بین سال‌های ۱۹۰۷ و ۱۹۱۱ با بتن مسلح ساخته شده‌است.

## نگارخانه

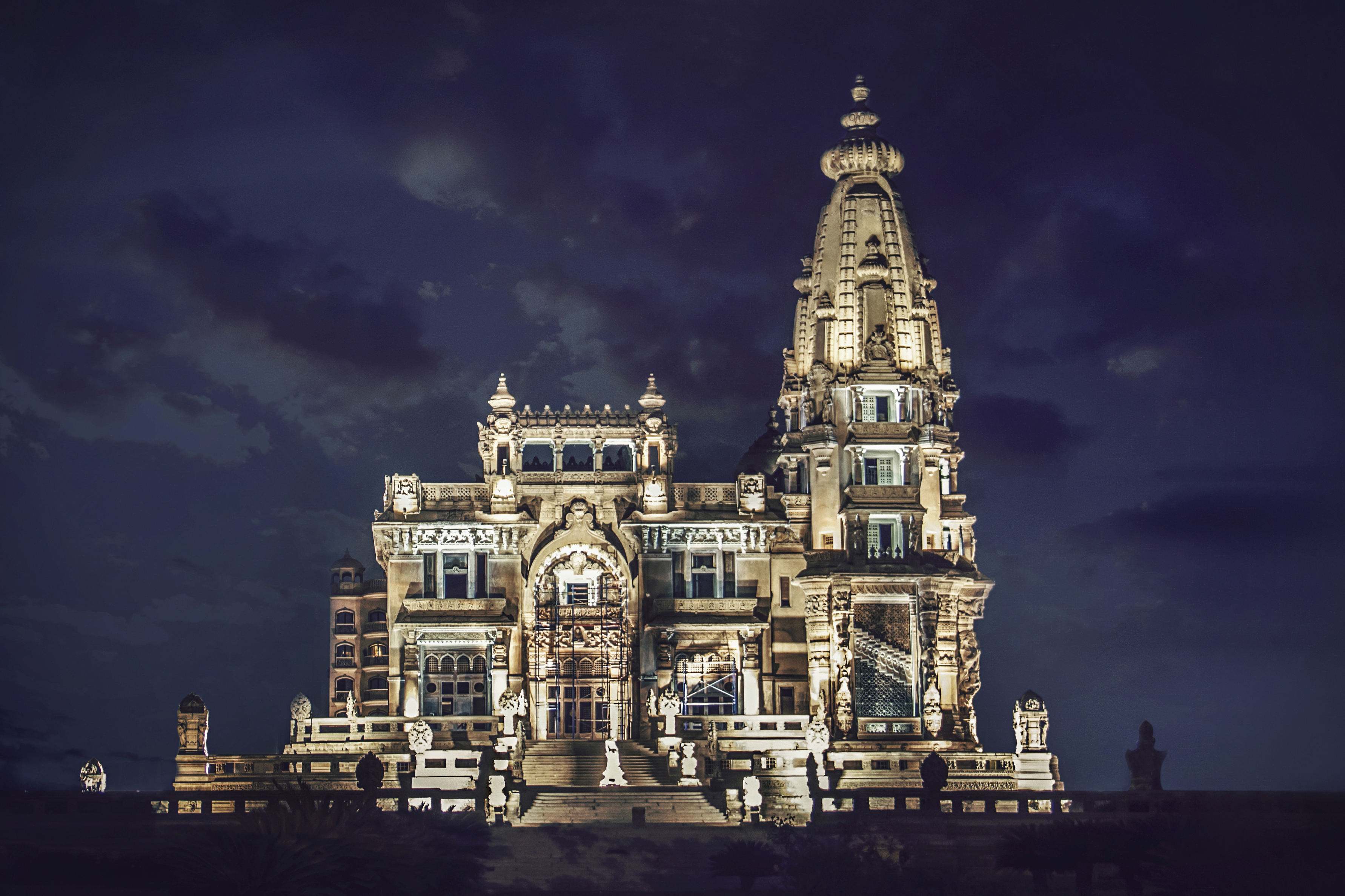
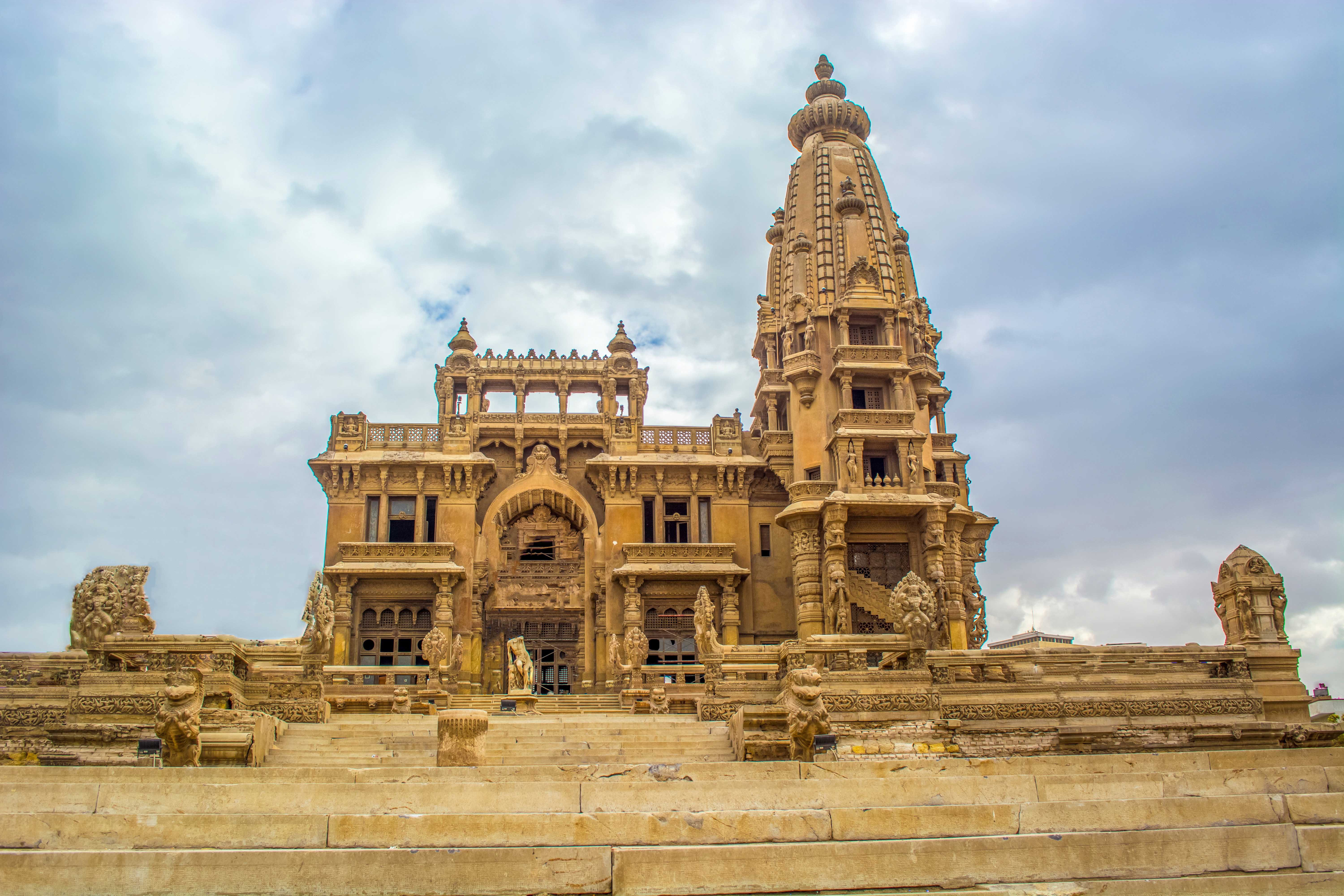
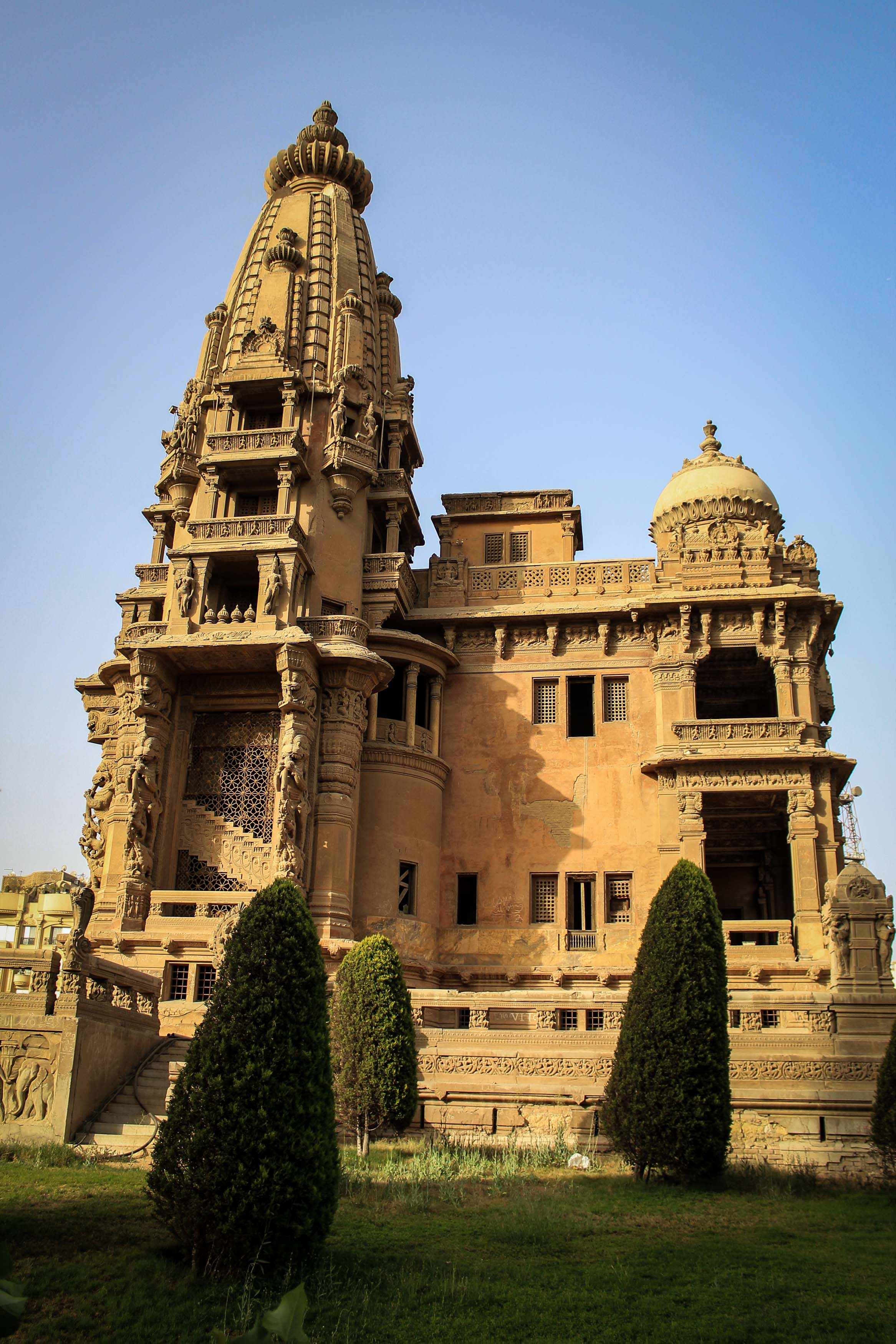
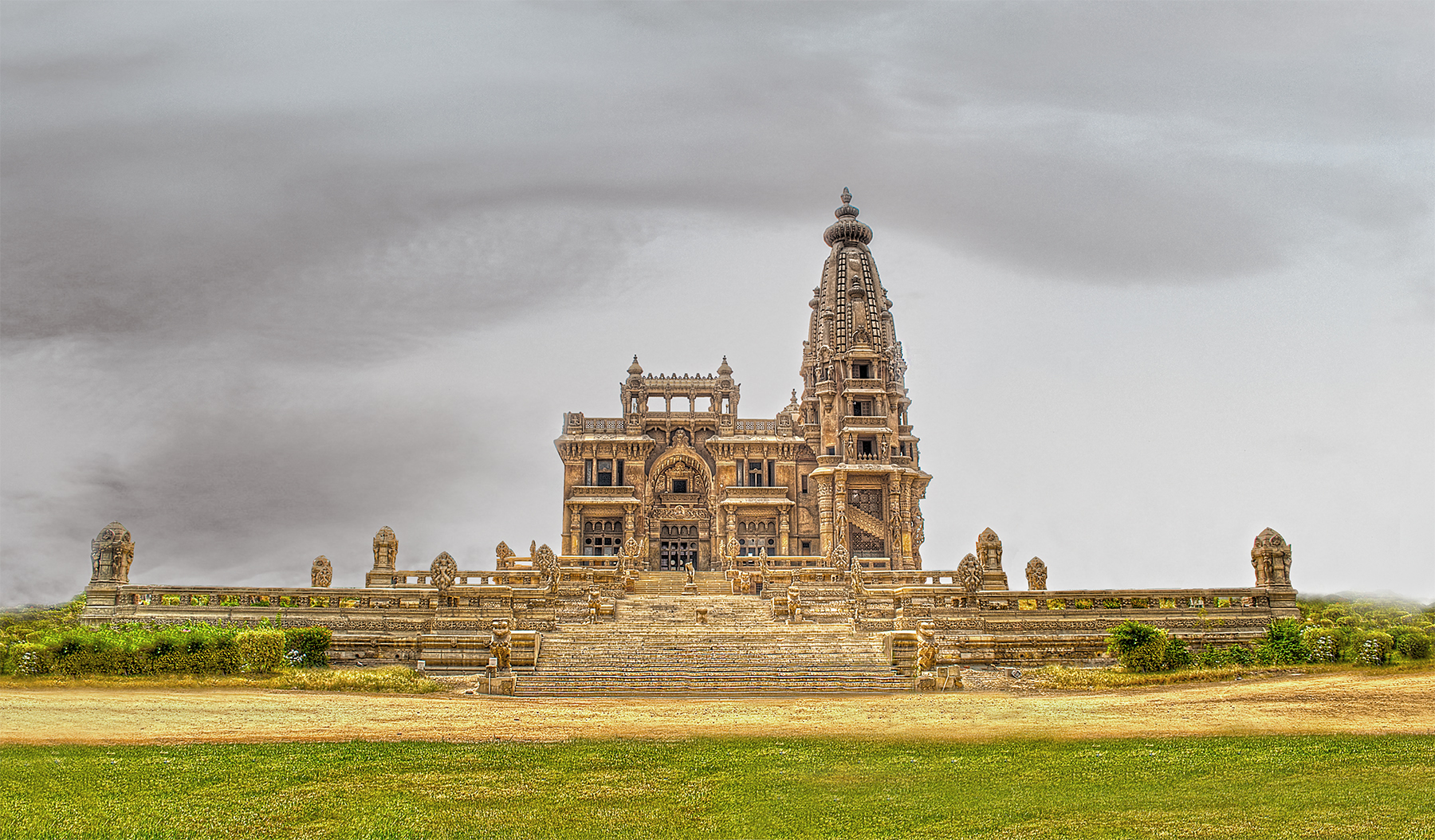
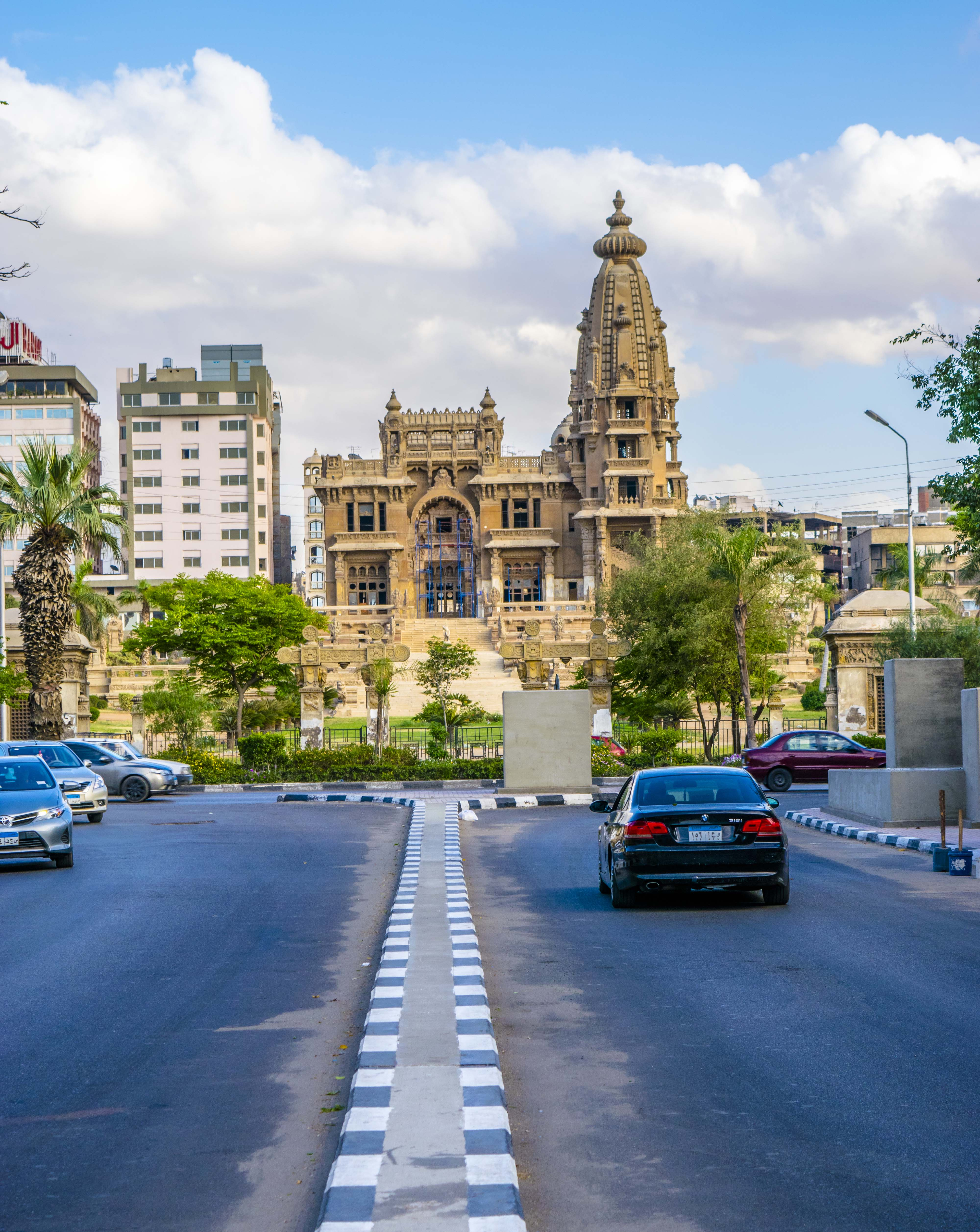
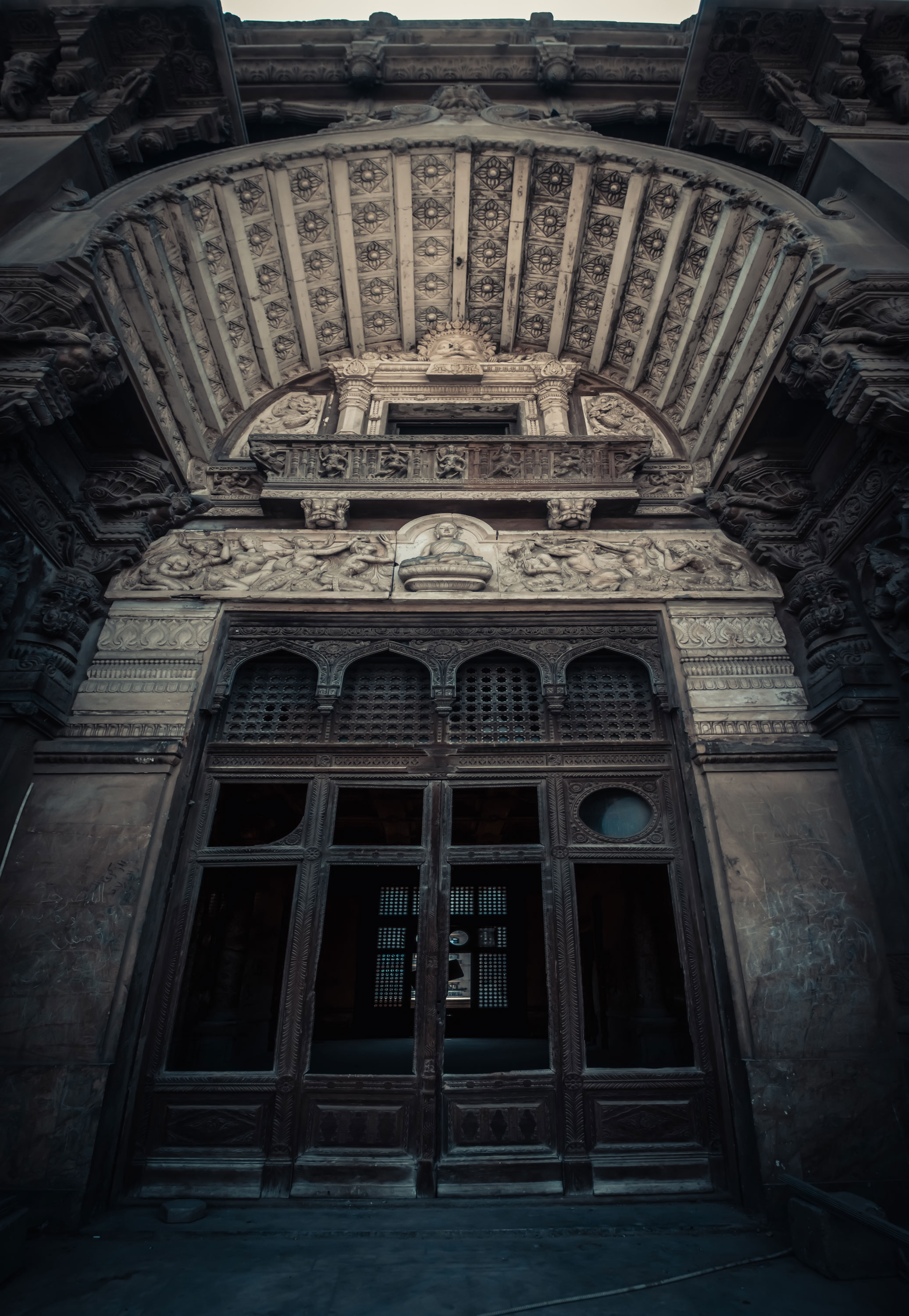
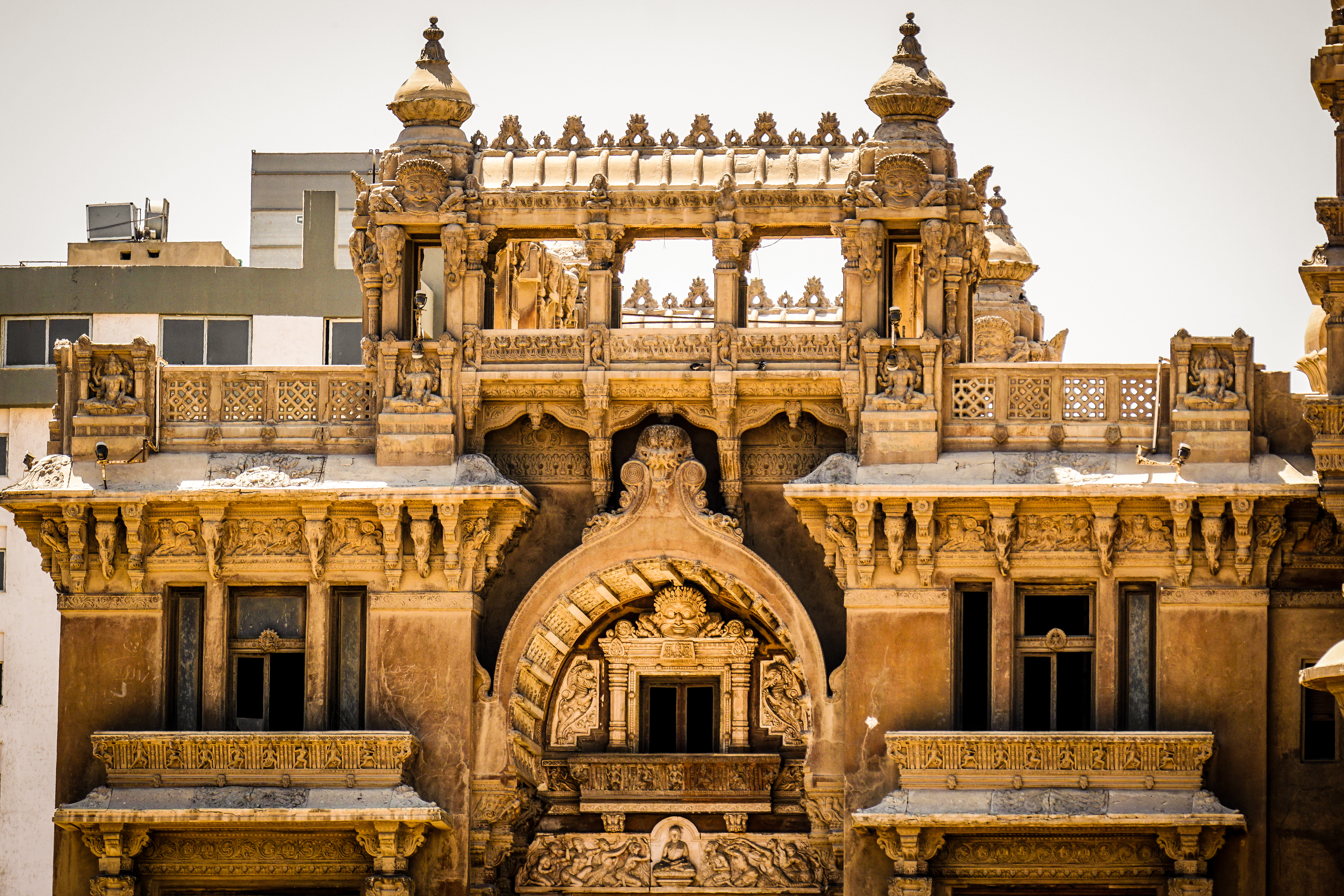
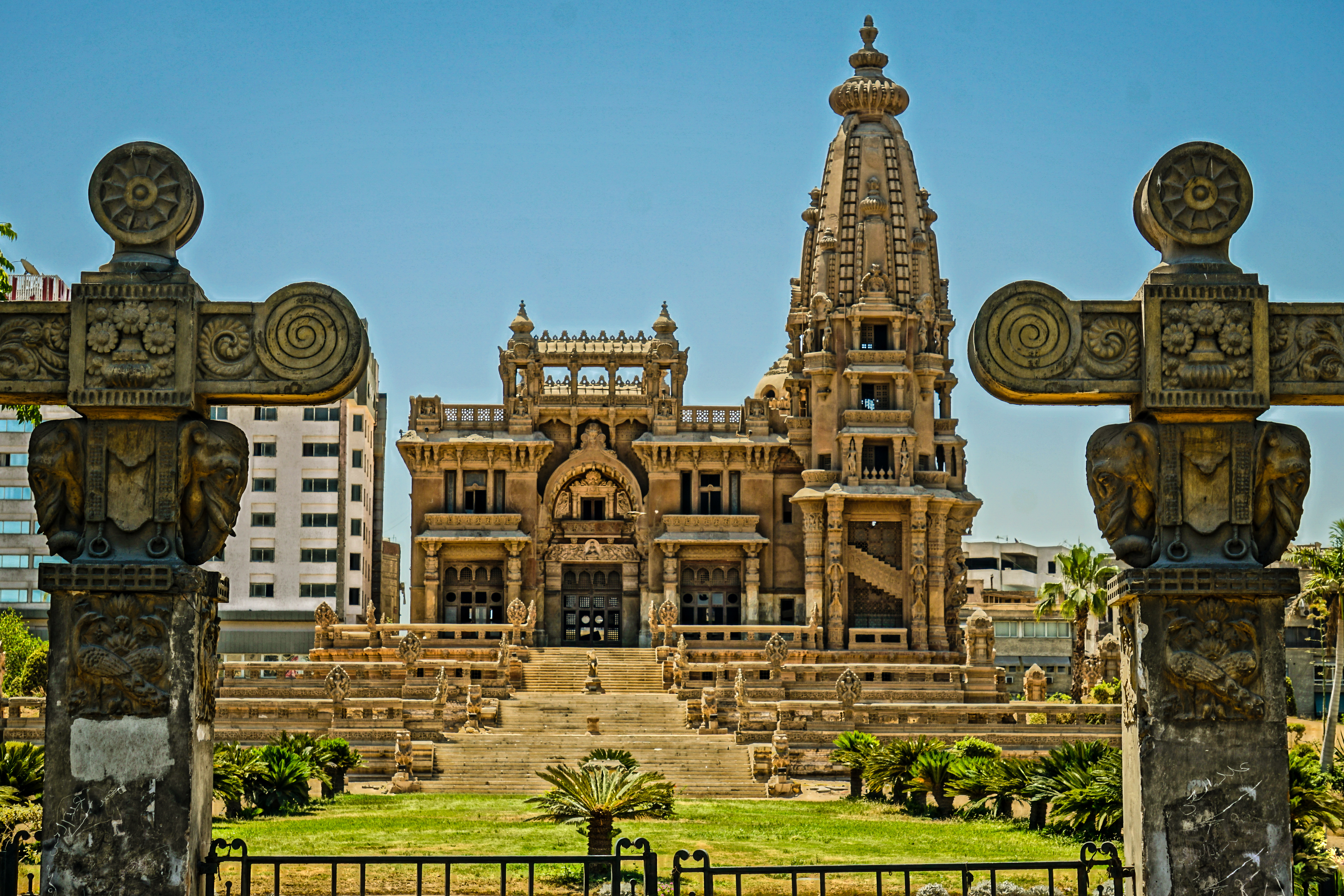
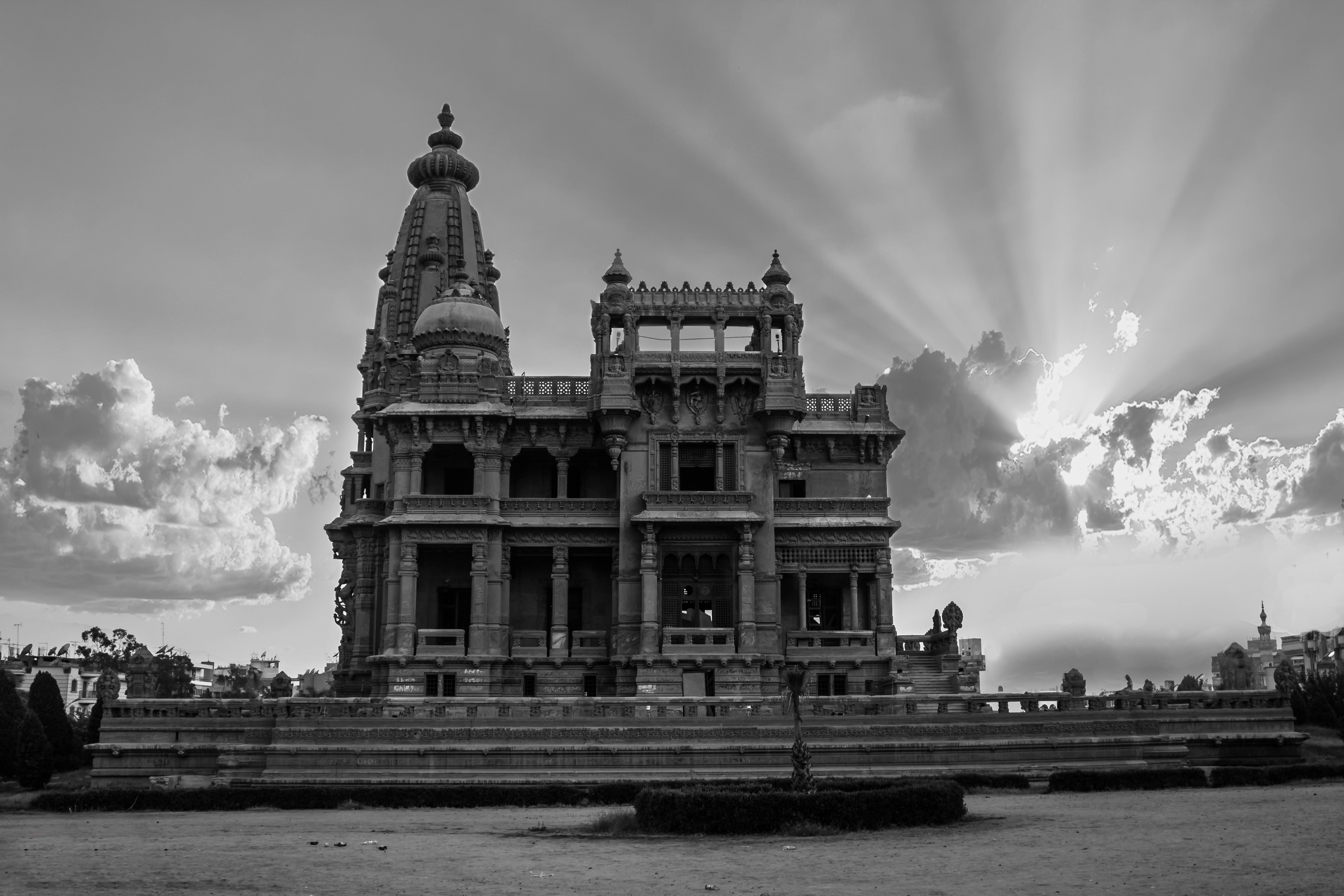
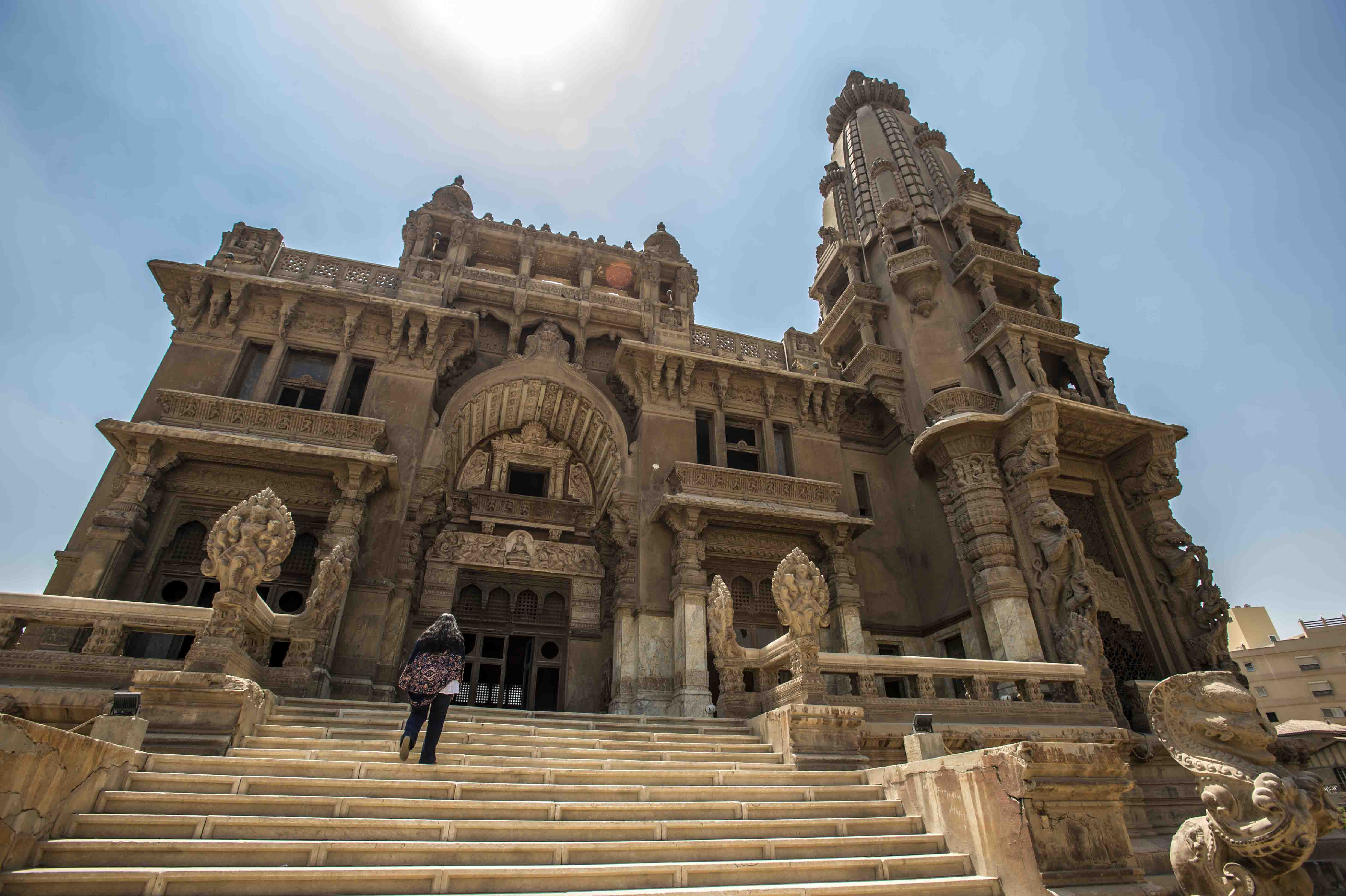
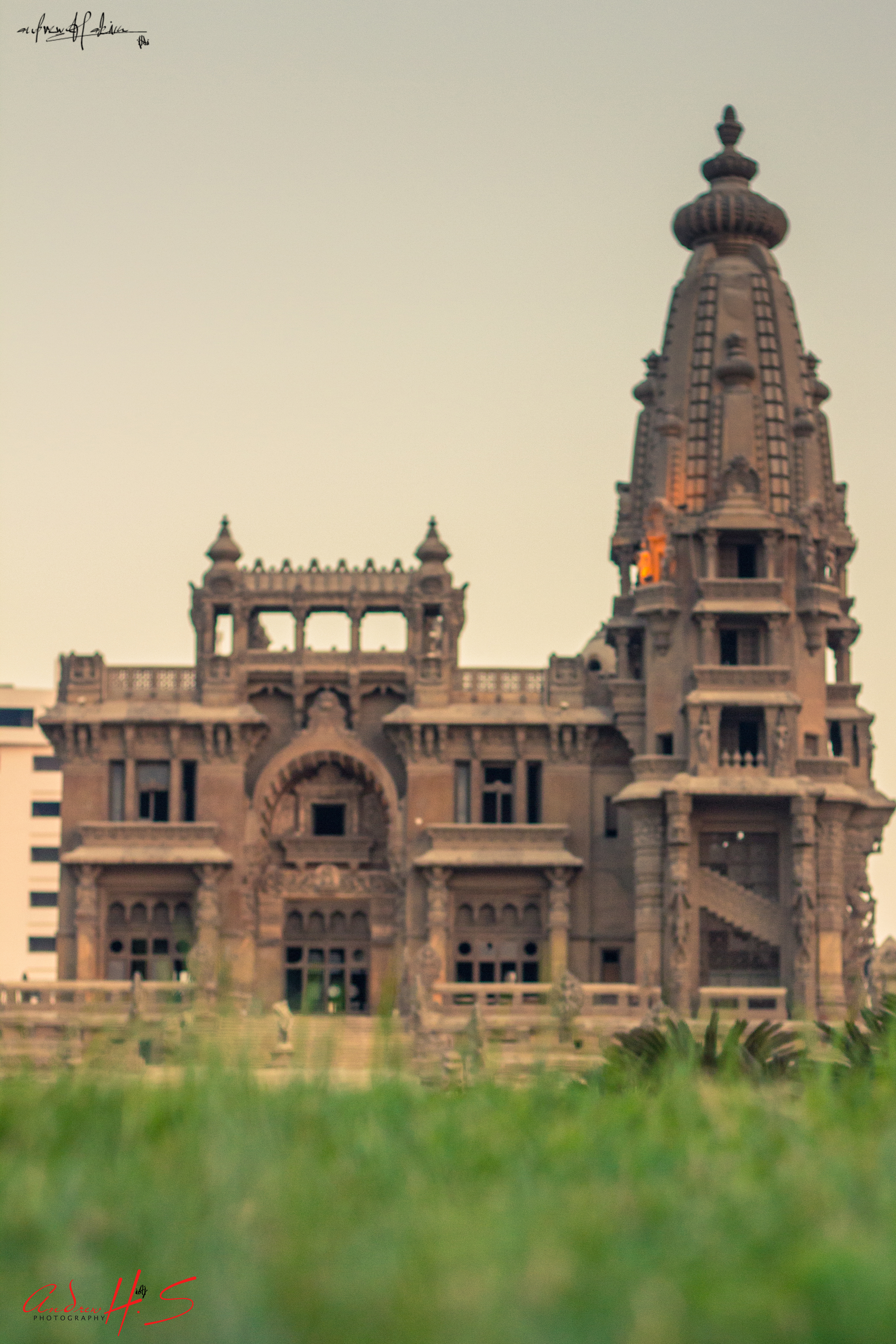
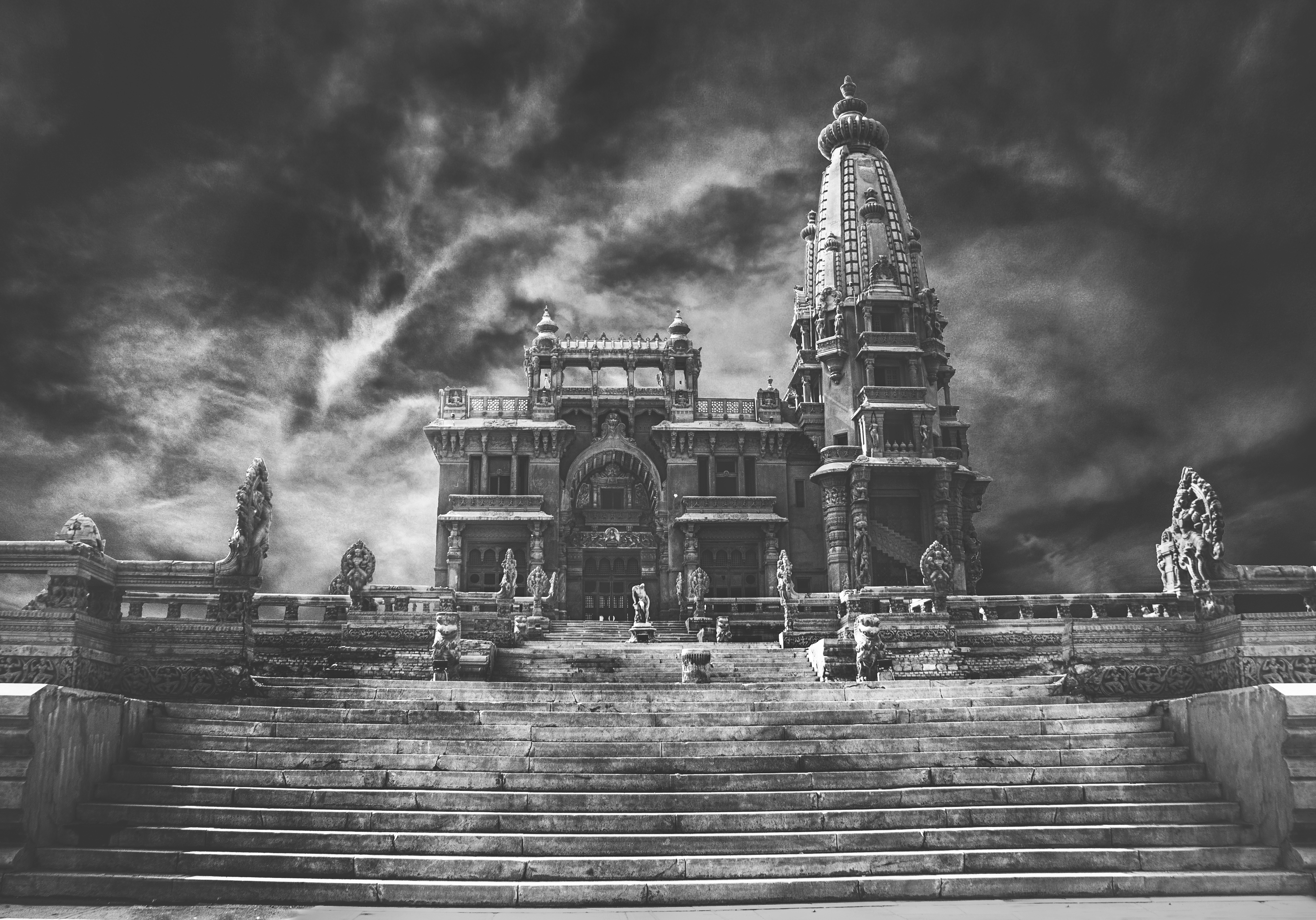
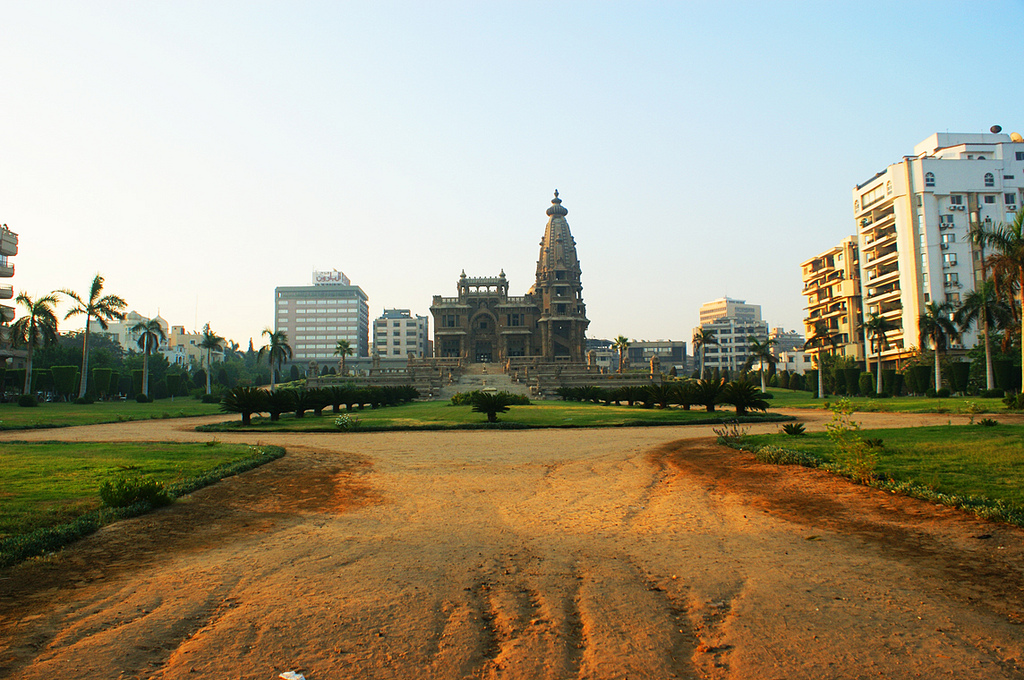
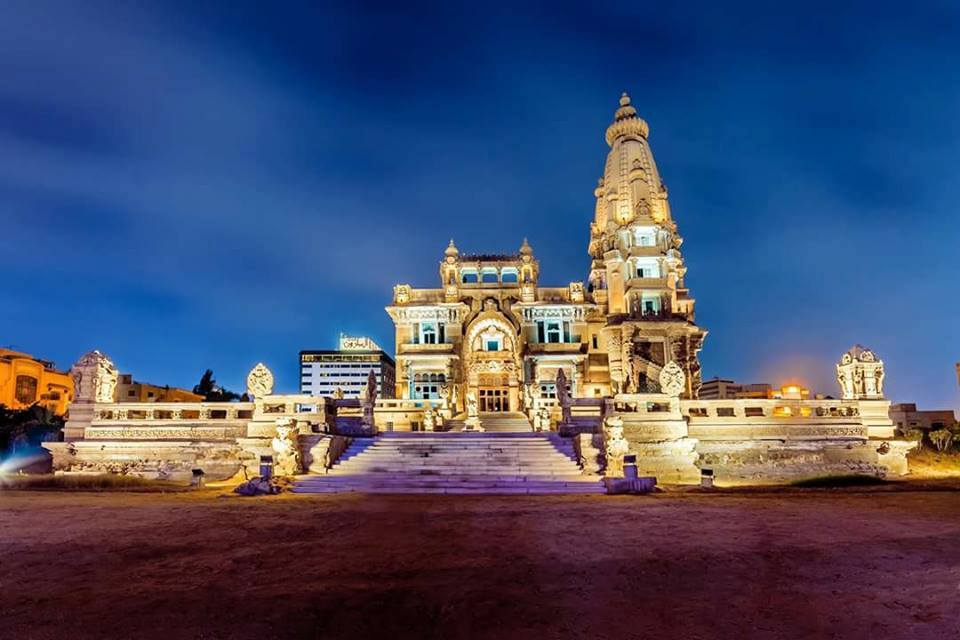
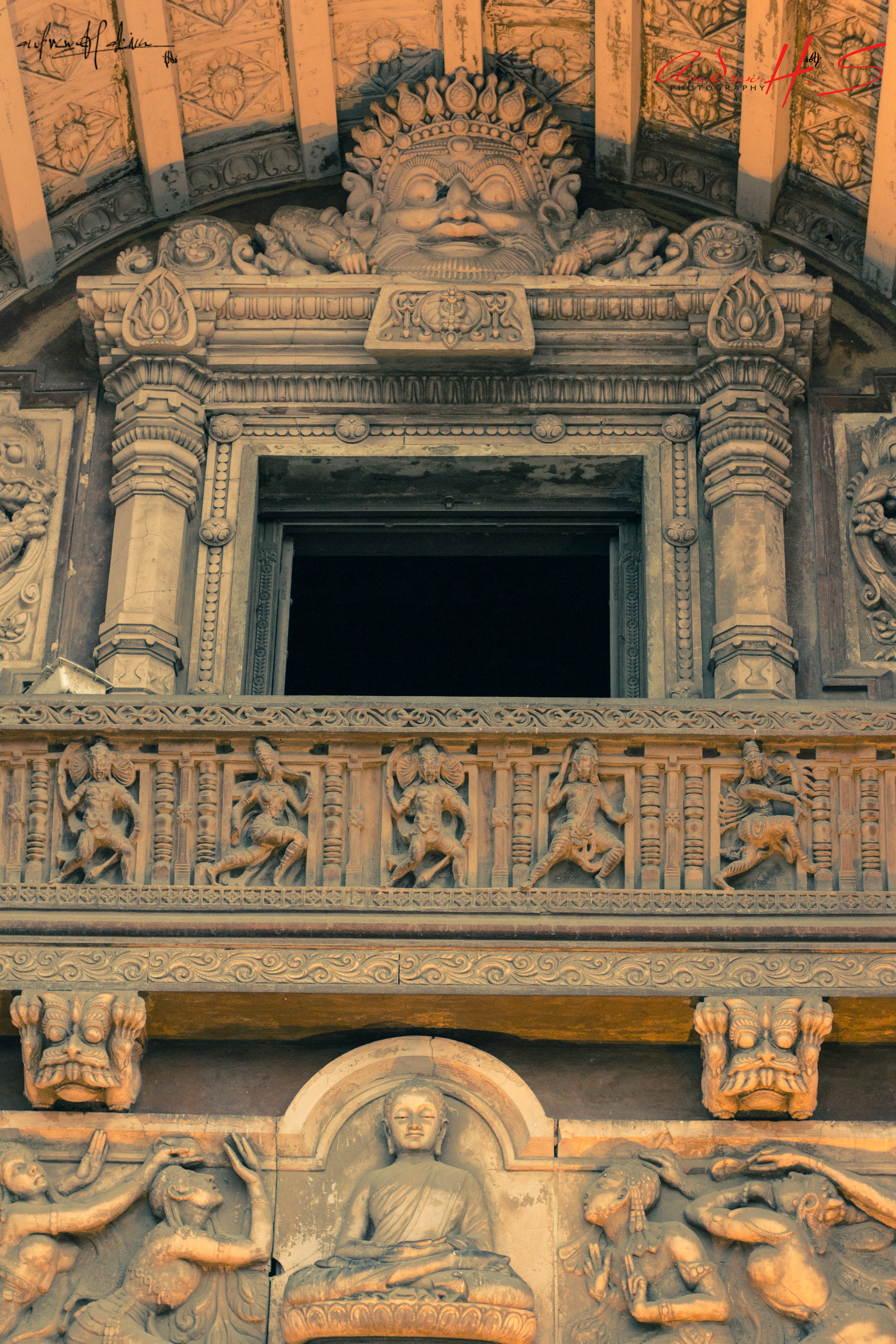
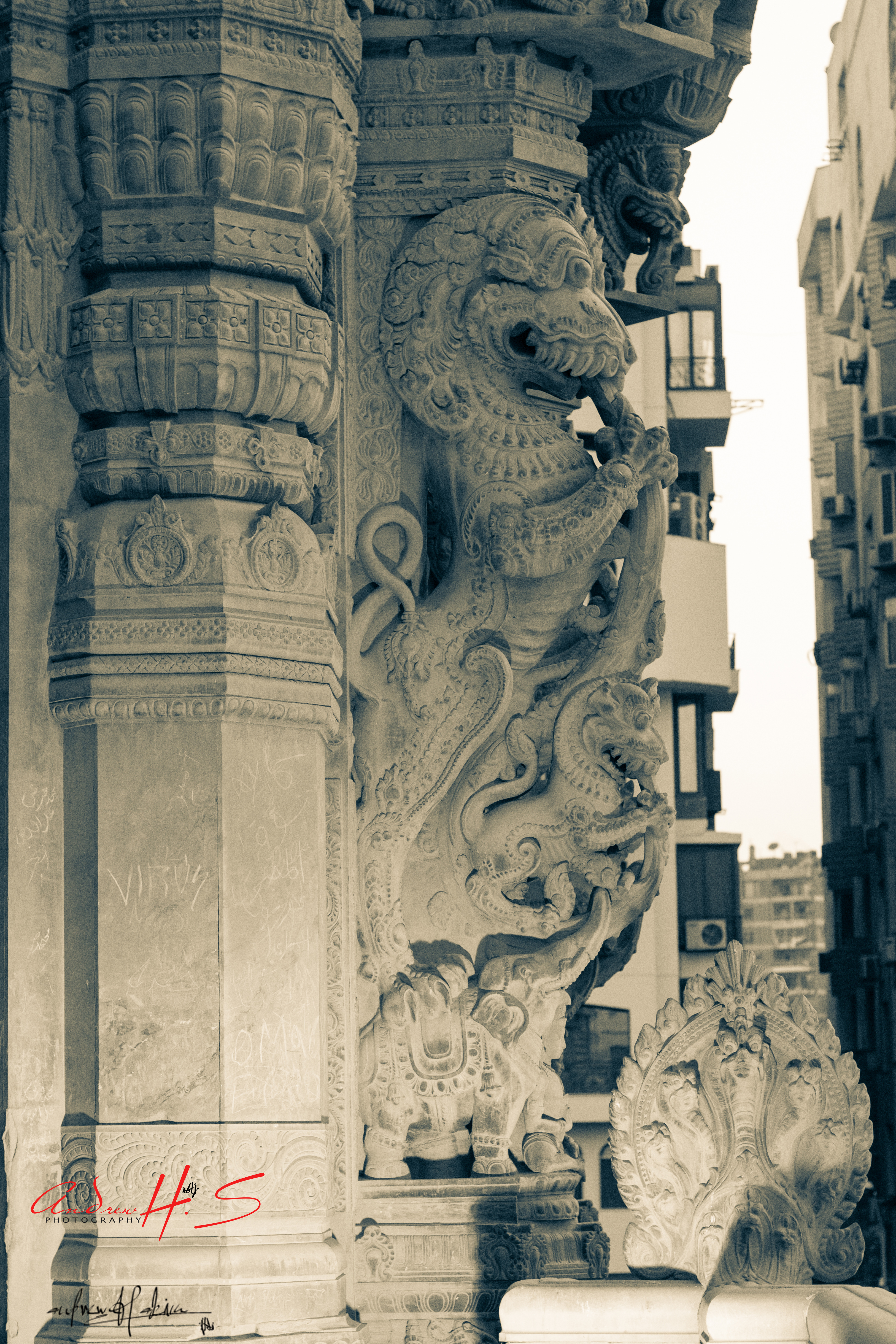
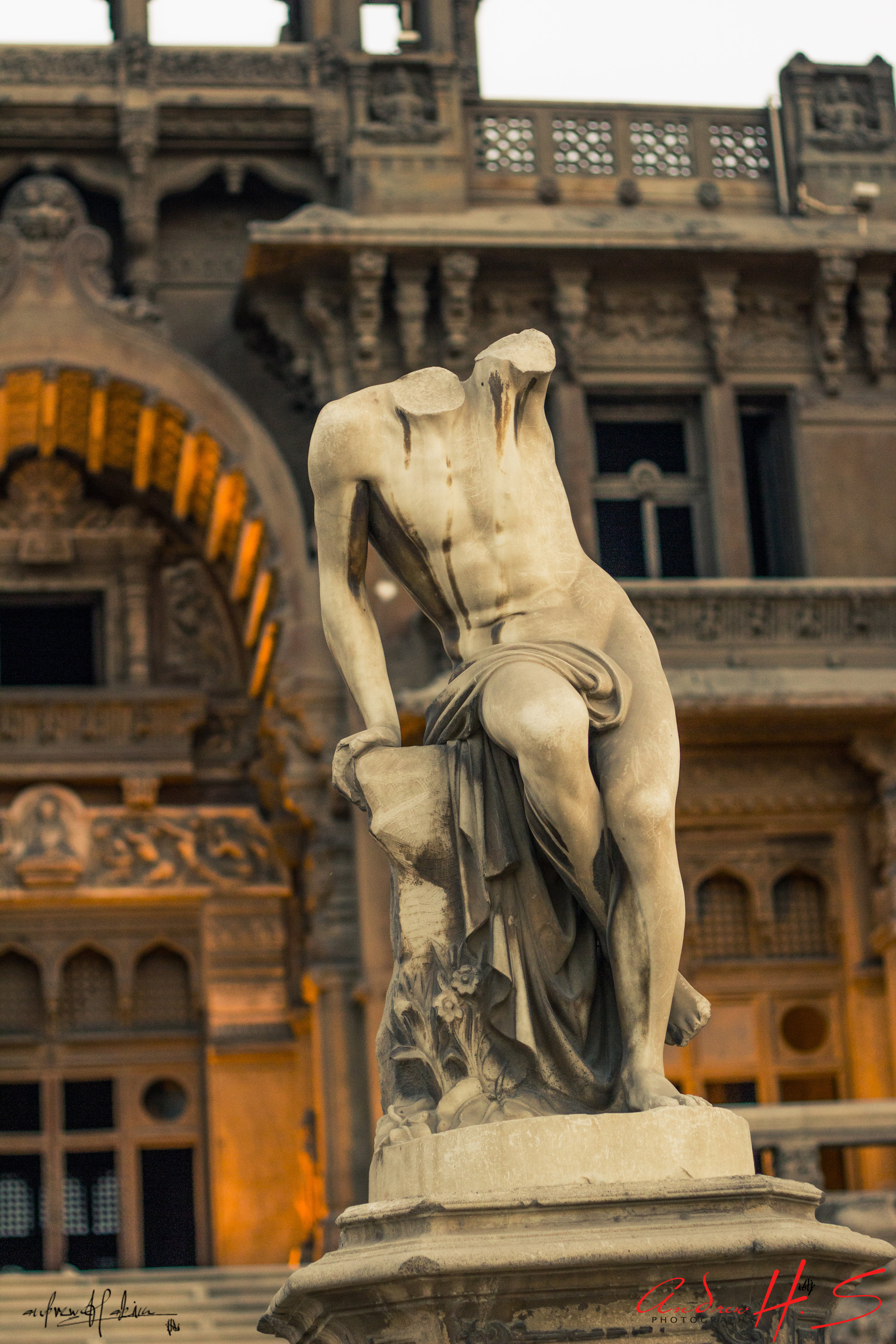